# 7040 Гарвуд
7040 Гарвуд (7040 Harwood) — астероїд головного поясу, відкритий 24 вересня 1960 року.
Тіссеранів параметр щодо Юпітера — 3,619.